# Leskeella williamsii
Leskeella williamsii är en bladmossart som beskrevs av Abel Joel Grout 1929. Leskeella williamsii ingår i släktet Leskeella och familjen Leskeaceae. Inga underarter finns listade i Catalogue of Life.